# Auxa scriptidorsis
Auxa scriptidorsis là một loài bọ cánh cứng trong họ Cerambycidae.